# Ninh Giang, Ninh Bình
Ninh Giang	là một xã thuộc tỉnh Ninh Bình, Việt Nam. Trụ sở xã nằm cách phường Hoa Lư - trung tâm tỉnh lỵ Ninh Bình 38 km về phía Đông.		
Xã này nằm trên Quốc lộ 21, Đường cao tốc Ninh Bình – Hải Phòng, và cũng là nơi có sông Hồng, Sông Ninh Cơ chảy qua.

## Hành chính
Theo Nghị quyết số 1674/NQ-UBTVQH15 ngày 16/6/2025 về sắp xếp các đơn vị hành chính cấp xã của tỉnh Ninh Bình năm 2025, 	sắp xếp các xã Trực Chính, Phương Định và Liêm Hải thành xã mới có tên gọi là xã Ninh Giang.	
Xã Ninh Giang	có diện tích:	23,69	km², 	dân số:	38.745	người, mật độ dân số: 	1636	người/km². 	
Đây là đơn vị có diện tích xếp thứ:	86	, số dân xếp thứ: 	28	và mật độ dân số xếp thứ: 	21	trong số 129 xã, phường ở Ninh Bình.  